# Evil Exhumed
Evil Exhumed è un film del 2016, diretto da David DeCoteau.

## Trama
Un giovane deciso a vendicarsi usa le forze del male per rianimare una mummia.